# Цачхурі
Цачхурі (груз. წაჩხური) — село в Грузії.
За даними перепису населення 2014 року в селі проживає 408 особи.